# Protestas anticorrupción en Serbia de 2024-2025
En noviembre de 2024, una serie de protestas masivas comenzaron en Novi Sad tras el colapso de la marquesina de la estación de tren de Novi Sad, en el que murieron 15 personas y dos resultaron gravemente heridas. Desde el 2 de febrero de 2025, las protestas se han extendido a 200 ciudades y pueblos de Serbia. Estas protestas están lideradas por estudiantes que exigen responsabilidades por el colapso de la cubierta. El símbolo de la protesta es el puño rojo, tomado de la ONG albanesa Mjaft!.
Los bloqueos a las instituciones educativas comenzaron originalmente el 22 de noviembre en la Facultad de Artes Dramáticas (FDU) luego de que estudiantes fueran atacados durante un servicio conmemorativo por las víctimas del colapso de una cubierta. Después de la FDU, pronto se produjeron bloqueos de otras facultades y escuelas secundarias. Todos los viernes los manifestantes llevaban a cabo la acción “Stop Serbia” bloqueando el tráfico. Las acciones luego se ampliaron al mantenimiento diario. El bloqueo se lleva a cabo desde las 11:52, cuando se derrumbó una marquesina en Novi Sad, hasta las 12:07, para recordar simbólicamente las 15 vidas perdidas en el accidente.

## Antecedentes
La marquesina de la estación de tren de Novi Sad se derrumbó el 1 de noviembre de 2024, causando la muerte de 15 personas y heridas graves a otras dos. Este colapso generó dudas sobre la integridad estructural de la estación y la supervisión del mantenimiento de la infraestructura pública. Las autoridades iniciaron una investigación para determinar las causas del incidente, pero el descontento público aumentó rápidamente. Muchos ciudadanos acusaron al gobierno de ser responsable del colapso de la marquesina y señalaron al primer ministro Miloš Vučević como el principal culpable. Surgieron sospechas y acusaciones de corrupción en relación con los trabajos de reconstrucción. Las protestas comenzaron pronto, inicialmente en Novi Sad y luego se extendieron por toda Serbia y más allá.

## Demandas de los estudiantes

### Disturbios en Novi Sad y protesta frente al Ayuntamiento
Los estudiantes anunciaron sus demandas a través de la página de Instagram Estudiantes en Bloqueo (Studenti u blokadi), y fueron reportadas por el diario Danas y B92, entre otros:
1. Publicación de todos los documentos relacionados con la reconstrucción de la estación de tren de Novi Sad
2. Desestimación de cargos contra detenidos y arrestados en protestas
3. Presentan cargos penales contra agresores de estudiantes y profesores
4. Aumentar el presupuesto para la educación superior en un 20 por ciento

### Evaluación del cumplimiento de los requisitos
El presidente Aleksandar Vučić, en un discurso dirigido al público desde la Presidencia, afirmó que había traído documentación sobre el tejado que se derrumbó en Novi Sad, mostrando varias carpetas. Anunció que esta documentación se publicará en el sitio web del Gobierno en las próximas 24 horas. Además, Vučić anunció un aumento del 20 por ciento en las subvenciones gubernamentales para los gastos materiales de las universidades y facultades, subrayando que considera que se han satisfecho todas las demandas de los estudiantes. El estado ha diseñado un programa especial de préstamos de vivienda para jóvenes, destinado a facilitarles la adquisición de su primer apartamento en las mejores condiciones posibles, explicó Vučić. También anunció que no apoyaría la ley sobre agentes extranjeros propuesta por el diputado Aleksandar Vulin.
Los estudiantes de la Facultad de Artes Dramáticas de Belgrado, que están en huelga, emitieron un comunicado el 13 de diciembre, contando además con el apoyo de otros cuerpos estudiantiles de las facultades de la Universidad de Belgrado y de la Universidad de Artes de Belgrado. El comunicado resalta que sus demandas no han sido atendidas y que todavía esperan que aquellos que, según ellos, están cometiendo actos delictivos sean llevados ante la justicia, algo que, consideran, no ha sucedido hasta ahora.
El presidente serbio, Aleksandar Vučić, reiteró el 14 de diciembre que todas las demandas de los estudiantes, que según su criterio no eran "justas ni equitativas", han sido atendidas, y afirmó que ahora "es el turno de la comunidad académica de demostrar seriedad y responsabilidad".
Al comentar sobre el cumplimiento de las demandas de los estudiantes en su columna, el editor jefe de la edición serbia de Forbes, Ivan Radak, afirmó que el Estado nunca podrá satisfacer las demandas de los estudiantes, porque la primera demanda quedará insatisfecha para siempre. Radak basó esta afirmación en el gran número de subcontratistas probablemente involucrados en el proyecto de reconstrucción del ferrocarril y en el hecho de que se afirmó repetidamente que toda la documentación había sido publicada, pero cada publicación venía acompañada de un número cada vez mayor de documentos y empresas involucradas en el proyecto.
El 25 de febrero de 2025, Dejan Vuk Stanković, profesor asociado de la Facultad de Educación y analista político, declaró para Tanjug que, aunque la aprobación de las enmiendas a la Ley de Educación Superior en el Parlamento serbio cumplirá con la cuarta demanda de los estudiantes, esto no garantiza que se levantarán los bloqueos. Stanković señaló que nadie sabe realmente lo que ocurre en los plenos estudiantiles. Además, comentó que todas las demandas de los estudiantes pueden resumirse en una sola: la destitución del gobierno legítimo y legalmente electo. 

## El curso de la protesta de 2024.

### Inicio de los bloqueos de estudiantes
El 5 de noviembre, Goran Vesić dimitió formalmente como Ministro de Construcción, Transporte e Infraestructura. Ese mismo día se llevó a cabo una protesta en Novi Sad por el accidente ocurrido el 1 de noviembre, en el que murieron 15 personas. Al inicio de la manifestación, frente a la estación de tren, se guardó un minuto de silencio por los fallecidos. Los manifestantes exigieron la dimisión del primer ministro de Serbia y del alcalde de Novi Sad, así como el castigo para todos los responsables del accidente. Posteriormente, los participantes caminaron hasta el Ayuntamiento, donde rociaron pintura roja y liberaron una cisterna que, según las autoridades, contenía agua con heces, aunque el hombre que la liberó afirmó que provenía del suministro de agua de Zrenjanin.
Los manifestantes intentaron asaltar el Ayuntamiento rompiendo ventanas con piedras y objetos contundentes, destrozando puertas y dejando marcas de puños sangrientos en las paredes. La gendarmería impidió la invasión reprimiendo con fuerza a los manifestantes y utilizando gases lacrimógenos. Tres días después, el 8 de noviembre, se organizó un bloqueo de tráfico en el puente Varadin en Novi Sad debido a la tragedia en la estación de tren de la ciudad. Los activistas convocaron a la multitud para una nueva protesta en Belgrado el lunes 11 de noviembre.

### La continuación de las protestas generales en Novi Sad y Belgrado
El 11 de noviembre, la oposición parlamentaria organizó una protesta frente al Gobierno serbio debido a la tragedia en la estación de tren de Novi Sad, donde murieron 15 personas. Tras el discurso del orador, la multitud realizó una breve caminata de protesta hasta el edificio de la Presidencia, donde reiteraron sus demandas de dimisión del primer ministro Miloš Vučević. Los representantes de la oposición anunciaron que también presentarán sus demandas al Parlamento serbio.
El viernes, 15 de noviembre los ciudadanos de Novi Sad guardaron silencio a las11:52, en solidaridad con los familiares de las víctimas. La oposición de Novi Sad pidió esta acción.

### Inicio de los bloqueos de los estudiantes
El 22 de noviembre, estudiantes y profesores de la Facultad de Artes Dramáticas (FDU) se reunieron cerca de la facultad para rendir homenaje a los fallecidos en Novi Sad. Aunque la reunión fue notificada a las autoridades competentes y se esperaba que la policía la asegurara, no hubo presencia policial y los estudiantes reunidos fueron atacados por un grupo de personas, entre las cuales se encontraban altos funcionarios del partido gobernante.
El 25 de noviembre, los estudiantes de la FDU votaron en una plenaria para bloquear la facultad, medida que fue respaldada por el consejo docente-artístico-científico de la facultad. El 2 de diciembre, los estudiantes extendieron los bloqueos a las facultades de Filología, Filosofía y Química en Belgrado, la Facultad de Filosofía en Novi Sad, así como el edificio del Rectorado de la Universidad de Belgrado. Ese mismo día, los estudiantes de la Facultad de Arquitectura de Belgrado realizaron una plenaria y votaron a favor del bloqueo de la facultad.
Al día siguiente, los bloqueos se ampliaron con la participación de estudiantes de las facultades de Física, Matemáticas, Química Física, y la Facultad de Ciencias Políticas en Belgrado. Durante el 4 de diciembre, se sumaron a los bloqueos estudiantiles la Facultad de Biología y la Facultad de Deportes y Educación Física en Belgrado, así como la Academia de Artes en Novi Sad. El 5 de diciembre, los estudiantes votaron en plenarias para bloquear las facultades de Geografía e Ingeniería Mecánica en Belgrado, y los estudiantes de la Facultad de Filología y Artes en Kragujevac (FILUM) votaron por un bloqueo que entraría en vigor al día siguiente.
El 6 de diciembre, se sumaron a los bloqueos la Facultad de Economía, la Facultad de Ciencias Organizacionales (FON), la Facultad de Ingeniería Civil, la Facultad de Tecnología y Metalurgia (TMF), la Facultad de Bellas Artes, así como la Facultad de Ingeniería Eléctrica (ETF) en Belgrado, cuyo inicio del bloqueo fue votado por los estudiantes de ETF en una plenaria realizada dos días antes. Ese mismo día, también se unieron a los bloqueos la Facultad de Ciencias Naturales y Matemáticas (PMF) y la Facultad de Derecho en Novi Sad, así como la Facultad de Filosofía en Niš.
El 9 de diciembre, los estudiantes votaron por iniciar bloqueos en la Facultad de Derecho, la Facultad de Silvicultura, la Facultad de Agricultura, la Facultad de Seguridad, la Facultad de Minería y Geología, y la Facultad de Transporte. Ese mismo día, entraron en bloqueo los estudiantes de la Facultad de Farmacia en Belgrado, quienes habían votado por el bloqueo el día anterior. También se sumaron a los bloqueos los estudiantes de la Facultad de Ciencias Técnicas (FTN) y la Facultad de Tecnología en Novi Sad, así como la Facultad de Ciencias Naturales y Matemáticas en Niš. Ese día, en la Facultad de Artes Aplicadas en Belgrado se votó en una plenaria para el bloqueo, que entraría en vigor al día siguiente.
El 10 de diciembre, se votaron bloqueos en la Facultad de Educación de Maestros y Educadores en Belgrado, la Facultad de Artes en Niš, y la Facultad de Economía en Subotica, cuyo bloqueo fue votado en una plenaria el día anterior.
Según la decisión tomada el 9 de diciembre, los estudiantes de la Facultad de Artes Musicales en Belgrado se unieron el 11 de diciembre a los bloqueos estudiantiles, bloqueando así la última facultad de la Universidad de las Artes en Belgrado. Ese mismo día, se unieron al bloqueo la Facultad de Educación Especial y Rehabilitación (FASPER), la Facultad de Medicina, así como la Facultad de Medicina Veterinaria en Belgrado, que votó por el bloqueo en una plenaria el día anterior. El 11 de diciembre, los estudiantes también bloquearon la Facultad Técnica en Bor, la Facultad de Medicina en Novi Sad, la Facultad de Electrónica en Niš, así como la Facultad de Ciencias Naturales y Matemáticas (PMF) en Kragujevac. El presidente de Serbia, Aleksandar Vučić, anunció ese mismo día una dirección extraordinaria al público desde el edificio de la Presidencia, frente al cual se reunieron manifestantes durante su discurso, haciendo ruido. El presidente declaró durante su discurso que todas las demandas de los estudiantes habían sido cumplidas, lo cual fue desmentido en un comunicado por los estudiantes de la FDU esa misma noche. El 12 de diciembre, se votaron bloqueos en la Facultad de Odontología en Belgrado, la Facultad de Pedagogía en Sombor, así como en la Facultad de Seguridad y la Facultad de Deportes y Educación Física en Niš. Los estudiantes de la Facultad de Agricultura en Novi Sad bloquearon su facultad el 12 de diciembre, según la decisión tomada en una plenaria realizada el día anterior, y ese mismo día también entró en bloqueo la Facultad de Deportes y Educación Física en Novi Sad, bloqueando así todas las facultades estatales en Novi Sad. Los estudiantes y ciudadanos realizaron una protesta el 12 de diciembre por la noche, justo antes del inicio del principal noticiero "Diario 2", frente al edificio de RTS, expresando su descontento con la cobertura del servicio público sobre los bloqueos y protestas, así como la forma en que se transmitieron sus demandas.
En las plenarias de las Facultades de Ingeniería Mecánica y de Arquitectura y Construcción en Niš, realizadas el 13 de diciembre, los estudiantes de estas facultades votaron para entrar en bloqueos. [1] [2] El mismo día, se votó el bloqueo en la Facultad de Teología Ortodoxa en Belgrado, [3] bloqueando oficialmente todas las facultades de la Universidad de Belgrado. El 16 de diciembre, también entraron en bloqueo la Facultad de Ciencias de la Ingeniería en Kragujevac, [4] [5] la Facultad de Ciencias Técnicas en Čačak, [6] así como en la Facultad de Economía, [7] [8] [9] Derecho [7] [8] [9] y Medicina en Niš, [10] bloqueando así todas las facultades estatales en Niš. [10] La Facultad de Ciencias Médicas en Kragujevac entró en bloqueo el 17 de diciembre, basado en la decisión que los estudiantes tomaron en la plenaria realizada el día anterior. [11] [12] El 17 de diciembre, también entraron en bloqueo la Facultad Técnica en Zrenjanin, [13] Derecho [14] [15] y Economía en Kragujevac, [16] [17] bloqueando así todas las facultades estatales en Kragujevac. Los estudiantes de la Facultad de Ciencias Pedagógicas en Jagodina bloquearon la facultad el 18 de diciembre, basado en la decisión que tomaron en la plenaria realizada dos días antes. [18] El 23 de diciembre, también votaron por el bloqueo de sus facultades los estudiantes de la Facultad Pedagógica en Užice [19] y la Facultad Pedagógica en Vranje. [20]

## La protesta en el 2025
El día 1 de enero de 2025 han pasado dos meses desde la tragedia en Novi Sad, cuando la marquesina de la estación de tren se derrumbó, matando a 15 personas e hiriendo gravemente a otras dos. Los habitantes de Novi Sad se reunieron a las 11:52 en el cruce cercano al lugar de la tragedia para rendir homenaje a las víctimas con 15 minutos de silencio. Los estudiantes que se encontraban en el bloqueo recibieron el Año Nuevo en silencio en Belgrado, Novi Sad y Niš. Los estudiantes de Belgrado marcharon en columna desde el Parque Pionirski park hasta la Plaza de los Estudiantes (Studentski trg), donde a partir de las 23:52 guardaron 15 minutos de silencio en memoria de los fallecidos en el derrumbe de una marquesina en la estación de trenes de Novi Sad. Los estudiantes de Novi Sad, Niš y Kragujevac también se reunieron en las plazas centrales, donde también recibieron tranquilamente el Año Nuevo. A su llegada a la Plaza de la Libertad, donde fueron recibidos por los ciudadanos, los estudiantes de Novi Sad desplegaron una corona negra alrededor del Ayuntamiento. Estudiantes de la Facultad de Agricultura, estudiantes de secundaria y ciudadanos bloquearon el tráfico en el centro de Zemun durante 15 minutos a partir de las 11:52 a.m.
Los estudiantes de las facultades de Ingeniería Eléctrica, Arquitectura, Ingeniería Mecánica, Ingeniería Civil y Derecho bloquearon la esquina de las calles Kraljica Marije y Ruzveltova en Belgrado durante 29 minutos en los días siguientes, rindiendo homenaje a las víctimas del derrumbe de la marquesina en la estación de trenes de Novi Sad, así como a las víctimas de Arilje y Cetinje.
Estudiantes de las Facultades de Derecho, Ingeniería Eléctrica, Arquitectura, Ingeniería Mecánica e Ingeniería Civil, acompañados por la ciudadanía, bloquearon la 5ta. El 11 de enero, de 11:52 a 12:07, en la esquina del bulevar Rey Aleksandar y la calle Beogradska en Belgrado, se rindió homenaje a las víctimas del derrumbe de la marquesina en la estación de tren de Novi Sad. Los graduados del colegio "Jovan Jovanović Zmaj" se reunieron en sesión plenaria y anunciaron el fin del bloqueo el día 9. de enero . Los primeros días del año 2025. En 2011, las protestas estudiantiles continuaron con la participación activa de campesinos y educadores. Durante las vacaciones de Navidad 7. 8. y 9. En enero hubo una pausa de tres días y luego toda la situación empezó a radicalizarse significativamente.

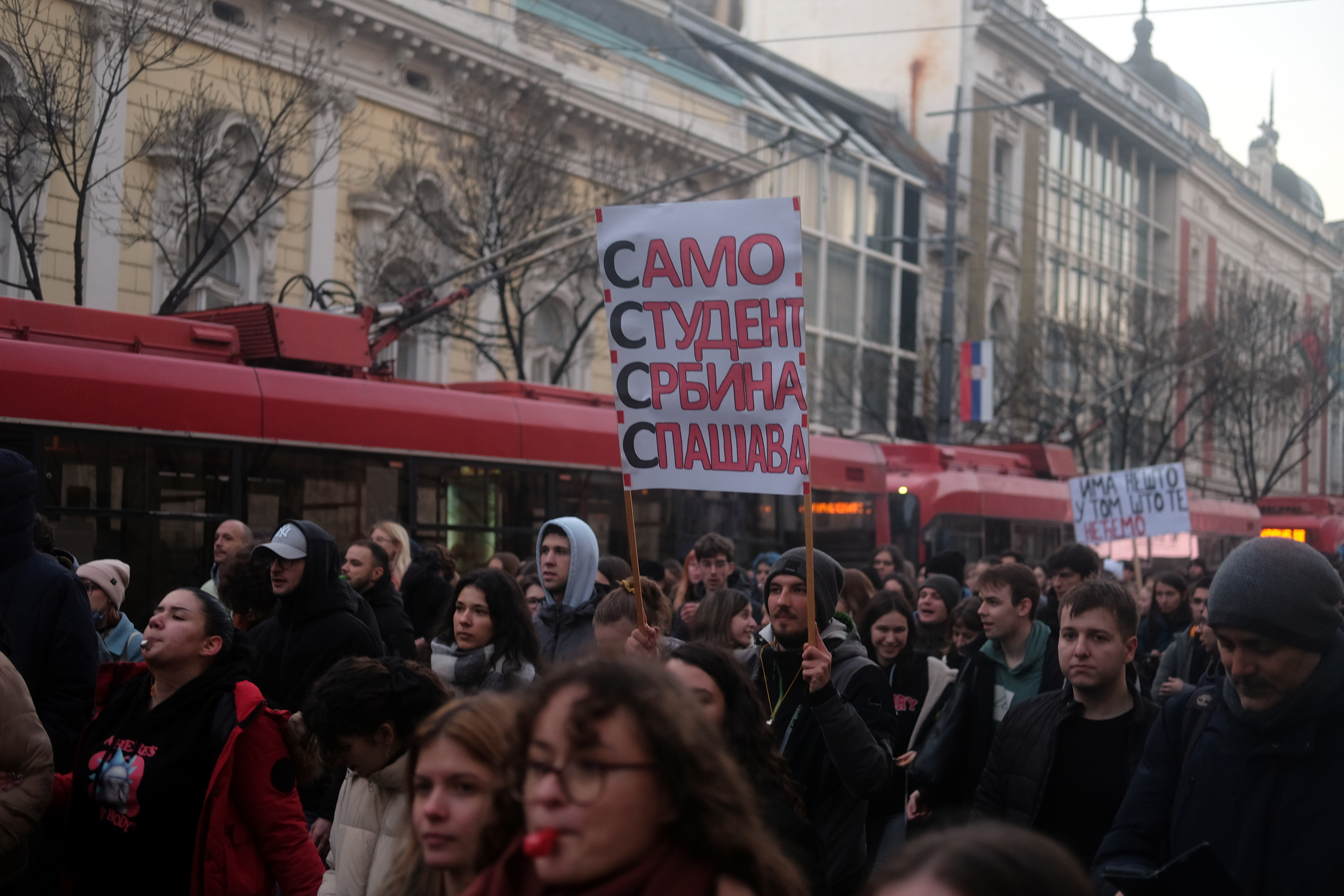
Huelga general el día 24.01.2025.

### Radicalización e intensificación de las protestas y huelga general
El 10 de enero, las protestas masivas continuaron con clases públicas y acciones de 15 minutos de silencio, simbólicamente, a las 11:52. Ciudadanos, estudiantes de secundaria y universitarios rindieron homenaje en varios lugares de Novi Sad, Belgrado, Šabac, Jagodina, Niš, Zrenjanin, Čačak, Užice… Los estudiantes de la Facultad de Artes Dramáticas en Belgrado llamaron a la protesta de hoy, a la que se unieron otras facultades de la Universidad de Belgrado, "Ven a Mostar si tienes coraje". Después de reunirse frente al Palacio de Justicia, los estudiantes bloquearon el puente de Mostar y Gazela. En muchas escuelas primarias y secundarias de Serbia, a pesar de la decisión de los sindicatos generales de educadores de continuar el año escolar y suspender la huelga de profesores, no se impartieron clases y algunas escuelas continuaron con el bloqueo y la huelga general. Muchos profesores estaban descontentos con la decisión de los sindicatos de continuar el segundo semestre, ya que consideraban que los líderes sindicales tomaron esa decisión sin el consentimiento mayoritario de los profesores, por lo que muchas escuelas no respetaron esa decisión y el año escolar no comenzó. Sin embargo, muchas escuelas primarias y secundarias continuaron trabajando sin oponerse a los sindicatos. Algunas escuelas no trabajaron en absoluto y los profesores no asistieron a trabajar, mientras que otras trabajaron con una huelga pequeña clásica que implicaba clases de 30 minutos, y otras escuelas trabajaron completamente normal. El Ministerio de Educación quería sofocar esta rebelión de profesores enviando inspección educativa a las escuelas que no trabajaban para despedir a los directores, porque consideraban que era ilegal estar en bloqueo dado que los sindicatos habían tomado una decisión diferente. A pesar de esto, hoy una minoría de escuelas no trabaja y está en bloqueo, mostrando que no temen a las amenazas del gobierno. Todavía, los bloqueos en algunas escuelas no se han detenido y estas escuelas han demostrado que no se rinden ante las amenazas del gobierno.
El día 27 de enero tuvo lugar en la Autokomanda de Belgrado el mayor bloqueo hasta ese momento, que duró 24 horas, desde las 10 de la mañana hasta la mañana del día siguiente. Decenas de miles de estudiantes, profesores, miembros de la oposición y ciudadanos descontentos se reunieron en Autokomanda en Belgrado y lanzaron una protesta masiva contra el régimen gobernante. Esa parte de la ciudad estuvo bloqueada toda la noche. Los manifestantes durmieron en tiendas de campaña.

### Dimisión de Miloš Vučević y Milan Đurić
Durante la noche del 28 de enero, un grupo de manifestantes en Novi Sad colocó carteles y pegatinas para anunciar la próxima gran protesta. Las pegatinas fueron pegadas en botes de basura colocados en la calle frente al comité del partido SNS, después de lo cual los partidarios del partido gobernante SNS salieron del comité y atacaron agresivamente a los manifestantes con barras de metal y porras, causando graves heridas corporales a una niña que fue llevada inmediatamente al hospital. Debido a este horrible suceso ocurrido, a la mañana siguiente, el Primer Ministro de Serbia , Miloš Vučević, y el Alcalde de Novi Sad, Milan Đurić, dimitieron y dejaron sus cargos, derribando así al gobierno. Todo el incidente enfureció aún más al público, que inmediatamente salió a las calles para apoyar a la niña herida. En Novi Sad y Niš se celebraron grandes protestas y próximamente continuarán en Belgrado.
Aunque Vučević dimitió el 28 de enero de 2025, según el artículo 20 de la Ley del Gobierno, el mandato del Primer Ministro finaliza cuando su dimisión se presenta a la Asamblea Nacional para su adopción. Sólo entonces comienza el período de renuncia al gobierno, según el artículo 17 de la misma ley. Esto significa que hasta que no se acepte la dimisión, legalmente hablando Vučević no es el Primer Ministro en dimisión, sino el Primer Ministro en pleno y, en consecuencia, el Gobierno tampoco está en dimisión.
En una sesión bastante tormentosa de la Asamblea Nacional de Serbia el 4 El 11 de marzo, el diputado de la oposición Miroslav Aleksić declaró durante su discurso que la dimisión de Vučević y del Gobierno serbio había sido confirmada esa misma mañana, afirmando que esto se hizo sin debate ni votación, lo que significaba que no había más ministros, propuestas gubernamentales ni leyes. Agregó que por eso la oposición exige que se retiren todos los puntos de la agenda, excepto los relacionados con la educación superior. Según el artículo 278 del reglamento parlamentario, la dimisión del Primer Ministro se declara en la primera sesión siguiente sin debate y no se toma ninguna decisión al respecto, lo que, según una interpretación, significa que a partir de ese momento comienza oficialmente el mandato técnico de Vučević y su Gobierno, a pesar de que esto estaba previsto como parte del último punto del orden del día.

### Otros activismos de los estudiantes
El jueves, 30 de enero, los estudiantes partieron desde Belgrado hacia Novi Sad a pie, pasando por las localidades de Stara Pazova, Nova Pazova e Inđija, donde pasaron la noche. En Inđija a los estudiantes no se les permitió pasar la noche en el pabellón deportivo: su solicitud escrita fue rechazada por las autoridades locales. El viernes por la mañana continuaron su viaje hacia Novi Sad, pasando por Čortanovci y Sremske Karlovci, tras lo cual llegarían a la estación de tren de Novi Sad. En casi todos los lugares fueron recibidos por ciudadanos autoorganizados, que les dieron comida y bebida para el viaje. Los estudiantes pasaron la noche en las facultades de Novi Sad, donde los residentes de la ciudad donaron todo lo necesario para pasar la noche.
Los estudiantes de la Facultad de Derecho de la Universidad de Novi Sad se distanciaron del trabajo de algunas organizaciones no gubernamentales y de otro tipo, como Stav, Sviće y Proglas.

## Reacciones políticas del gobierno y la oposición
Los diputados de la oposición parlamentaria presentaron el 18 de noviembre en el Parlamento serbio una moción de censura contra el Primer Ministro Miloš Vučević, tras haber recogido un número suficiente de firmas: 84, según anunció el Movimiento Popular de Serbia . Los concejales de la oposición en la Asamblea de Novi Sad presentaron una solicitud para una sesión extraordinaria y la revocación del mandato del alcalde Milan Đurić.
El viceprimer ministro y ministro del Interior , Ivica Dacic, declaró el día 20: El 11 de noviembre, el Ministerio del Interior de Serbia advirtió a los participantes en las manifestaciones de protesta que no se toleraría ninguna alteración del orden público y la paz que pusiera en peligro la seguridad del país y las instituciones estatales, así como tampoco ataques a la policía. El mismo día, Tomislav Momirović, Ministro de Comercio Interior y Exterior, y Jelena Tanasković, Ministra en funciones de Comercio Interior y Exterior, d. El director de Infraestructura de los Ferrocarriles Serbios ha dimitido.
El 21 de noviembre, el Presidente de Serbia, Aleksandar Vučić, al comentar sobre las protestas de la oposición en los últimos días en Belgrado y Novi Sad, afirmó que aquellos que ejercen terror sobre los ciudadanos serán derrotados en cada lugar y por el estado de derecho en cada posible elección. El Presidente de Serbia, Aleksandar Vučić, dijo a RTS que, cuando ocurrió la tragedia, mencionó que esperaba responsabilidad moral y política y que, por primera vez en la historia de Serbia, dos ministros renunciaron, aunque no es fácil relacionarlos con lo que sucedió en Novi Sad, y que las renuncias son prueba del progreso de la sociedad y política serbia. [1] [2] Ese mismo día, la Fiscalía Superior de Novi Sad anunció que un total de 11 personas fueron arrestadas y detenidas en relación con la tragedia en Novi Sad, cuando el colapso de la marquesina en la estación de tren de esa ciudad causó la muerte de 15 personas y dejó gravemente heridas a dos. Entre ellos están Goran Vesić, Jelena Tanasković, Nebojša Šurlan y Anita Dimoski. La Fiscalía Superior de Novi Sad informó que, "tras recopilar y analizar detalladamente toda la documentación necesaria, realizar entrevistas con un gran número de ciudadanos, y después de la pericia realizada para determinar las causas y circunstancias del colapso, que fue entregada a la fiscalía el 20 de noviembre, y tras conocer el informe y opinión del experto en construcción", por orden de esta fiscalía, se arrestó y detuvo a un total de doce personas. [3] [4]
El primer ministro Miloš Vučević dijo el 22 noviembre, en relación con las protestas celebradas en toda Serbia, nadie discute el derecho democrático a expresar la voluntad política, pero detener el tráfico y bloquear el funcionamiento de los ciudadanos y las ciudades no es democracia, sino acoso e intimidación. Ese mismo día se levantó la detención de Goran Ješić, expresidente del municipio de Inđija y viceprimer ministro de Vojvodina.

### Pelea en el Parlamento serbio por la aprobación del presupuesto para el 2025
El día 25 de noviembre, la presidenta del Parlamento, Ana Brnabić, clausuró el debate sobre el proyecto de ley de presupuesto, mientras los diputados de la oposición interrumpían el trabajo de la Asamblea con trompetas y silbatos. La sesión fue interrumpida después de que diputados de la oposición pegaran pancartas en los bancos donde estaban sentados miembros del Gobierno, tras lo cual diputados del Gobierno atacaron a los diputados de la oposición. Ana Brnabić interrumpió el debate y dijo que los diputados de la oposición habían pisoteado la dignidad de la Asamblea Nacional . Los diputados del partido gobernante en el Parlamento serbio aprobaron el presupuesto para 2025 dos días después. año y todas las leyes propuestas, incluidas las modificaciones al Código Penal, las leyes sobre energía y los juegos de azar. También se ratificaron varios acuerdos, contratos de préstamos y memorandos. La oposición no participó en la votación y anunció que buscará la anulación de todas las decisiones.

### El caso de Damir Zobenica
La política opositora Marinika Tepić publicó en su perfil de Twitter el 28. Noviembre de 2024. difundió una grabación de audio en la que supuestamente se escucha la voz de Damir Zobenica, vicepresidente de la Asamblea de la Provincia Autónoma de Vojvodina del Partido Progresista. En el mensaje, se escucha a Zobenica llamando a los activistas del partido a insultar y atacar a los reunidos para rendir homenaje a los que murieron en el derrumbe de la marquesina y a asociarlos con la oposición. Según la grabación, se deberán proporcionar personas no reconocibles y que no sean funcionarios del partido, quienes deberán grabar el insulto y enviárselo para que luego lo comparta con los medios de comunicación. El presidente serbio, Aleksandar Vučić, declaró que Zobenica le dijo que la grabación se realizó mediante inteligencia artificial y no era real. Agregó que el dinero utilizado para organizar las protestas proviene en parte de una organización estadounidense y que luego va a Proglas y otras organizaciones que están debilitando la posición y la reputación de Serbia a través de bloqueos de carreteras.
El día 13 de diciembre, Damir Zobenica, Aleksandar Jokić y Milija Koldžić dimitieron de sus cargos. El día 10 de febrero la redacción del diario Danas envió una consulta a la Fiscalía Superior de Novi Sad para preguntar si se ha iniciado algún proceso contra Zobenica en relación con esta grabación. El VJT respondió a la redacción dos semanas después, indicando que se había presentado una denuncia penal contra él en el VJT, pero que había sido desestimada porque se determinó que no era un acto por el cual fuera procesado de oficio. Se indicó que si bien la voz en la grabación incita a la injuria, no se señala que la injuria se haga con el objetivo de incitar a la violencia o al enfrentamiento físico, por lo que no se encuadra dentro de conducta violenta en reunión pública u otras categorías que se persiguen de oficio, sino que posiblemente esto encuadra dentro de la incitación a la injuria, que es un delito penal que se persigue mediante acción privada.

### Cambio de director de Infraestructura Ferroviaria de Serbia y continuación de dimisiones
El gobierno serbio nombró a Vladimir Maksimović como Director General interino de la Infraestructura Ferroviaria de Serbia el día 7 de diciembre, según se publicó en el Boletín Oficial.

### Otras reacciones
Con motivo del bloqueo de las facultades, el Rectorado de la Universidad de Novi Sad anunció el 10 de diciembre que era necesaria una investigación exhaustiva del accidente, pero que se oponían a los bloqueos.
El 11 de diciembre, el Primer Ministro de Serbia, Miloš Vučević, dijo que los estudiantes tienen derecho a bloquear las facultades y que nadie lo cuestiona, pero que no entiende sus demandas para abrir la documentación sobre el accidente en la estación de tren de Novi Sad, y señaló que esa documentación está en la fiscalía. [1] Ese mismo día, representantes de algunas facciones de los partidos parlamentarios de oposición presentaron una solicitud para destituir a la presidenta del parlamento, Ana Brnabić, debido, como destacaron, a "violaciones de la Constitución, leyes y reglamento de la Asamblea Nacional de Serbia". Sobre la solicitud de destitución de la presidenta del parlamento, hablaron en una conferencia de prensa en el parlamento representantes del Frente Verde-Izquierda, el Levantamiento Ecológico, el Movimiento Nacional de Serbia, el Movimiento de Ciudadanos Libres y el Partido Democrático. El diputado del Frente Verde-Izquierda, Radomir Lazović, dijo a los periodistas que la solicitud se presentó, principalmente, debido a la forma en que se llevó a cabo el debate sobre el presupuesto y un total de 68 puntos – sin debate ni participación de los diputados de oposición. Añadió que concluyeron conjuntamente que no esperan que el parlamento apoye tal solicitud, pero que la lucha continuará de manera no institucional. [2] La presidenta de la Asamblea Nacional de Serbia, Ana Brnabić, declaró que la solicitud para su destitución fue presentada por 41 diputados de la oposición, porque no hubo debate sobre el presupuesto para el año 2025, y destacó que la oposición había anunciado anteriormente que no habría sesiones sobre el presupuesto, así como que hicieron incidentes en el mismo momento en que los miembros del gobierno entraron en la sala ese día. En la conferencia de prensa, la presidenta del parlamento, Ana Brnabić, dijo que hizo todo lo posible para que se llevara a cabo esa sesión y que los ciudadanos pudieron verlo, tanto aquellos que votan por el SNS y sus socios de coalición, como aquellos que votan por la oposición. [3]
El día 30 se celebró una conferencia de prensa de la oposición de Novi Sad sobre el aplazamiento de la sesión de la asamblea sobre el presupuesto de la ciudad. Eran las diez de diciembre, empezó más tarde porque la policía no dejó entrar a los concejales al edificio. Tras una discusión e insistencia para que entraran a su lugar de trabajo, la policía liberó a los concejales y se realizó una conferencia de prensa sobre el tercer aplazamiento de la sesión de presupuesto por una semana. Los estudiantes que bloquean las facultades de Novi Sad realizaron una protesta anunciada frente al edificio porque quieren saber "por qué los representantes del gobierno no permiten que las voces de los estudiantes se escuchen en el Parlamento". En un momento dado, los concejales de la oposición quisieron dejar entrar a los estudiantes al edificio, pero la policía no se lo permitió. Los estudiantes pronunciaron el juramento policial ante el cordón policial y, en una sesión plenaria celebrada frente a la Asamblea, "votaron la censura" contra el alcalde Milan Đurić y la presidenta del Parlamento de la ciudad Dina Vučinić.
El fiscal supremo Zagorka Dolovac anunció el 30 de diciembre que la Fiscalía de la República de Serbia cumplió las demandas presentadas por los estudiantes manifestantes ante la Fiscalía Suprema 5 días antes, el 25 de diciembre.
El primer ministro Miloš Vučević se reunió el 9 Enero en el Gobierno de Serbia con representantes del sindicato de educación.
El Ministerio de Educación comunicó el 13 de enero que el Gobierno, el Ministerio y los sindicatos representativos expresaron su disposición a resolver todas las cuestiones abiertas en la reunión del mismo día. Entre otras cosas, se aceptó la petición de definir en el Convenio Colectivo Especial la alineación de los salarios con el salario medio en Serbia, así como de aumentar el coeficiente en un cinco por ciento para todos los empleados del sector educativo.
Debido al fuerte apoyo brindado por los partidos políticos pro occidentales y las ONG en Serbia, algunos políticos han calificado las protestas como un "intento de revolución de colores ".

## Incidentes
Los manifestantes fueron atacados repetidamente por individuos que decían ser conductores frustrados o ciudadanos preocupados. Los ataques incluyeron ser atropellado con un coche, con barras y porras, ser amenazado con un cuchillo, así como ataques verbales. Día 28 de enero, cuatro personas salieron de la oficina del SNS en Novi Sad y atacaron a los estudiantes que estaban pegando pegatinas en un bote de basura cercano. Todos han sido arrestados. Uno de los atacantes era el mejor amigo del hijo del primer ministro. Al menos dos de los atacantes colaboraron con la ciudad de Novi Sad en la promoción del reciclaje y la protección del medio ambiente, para lo cual recibieron fondos del presupuesto municipal. Después de este incidente, el primer ministro dimitió.

## Reacciones a las protestas
Si bien los estudiantes se han distanciado públicamente en repetidas ocasiones del apoyo a organizaciones políticas y ONG, han expresado ciertas posiciones políticas pero no partidistas.

### En Serbia
Más de 5.000 profesores universitarios de toda Serbia han firmado una carta abierta de apoyo a los estudiantes. Los estudiantes también recibieron apoyo de muchas asociaciones profesionales : la Asociación Médica Serbia, la Cámara Dental Serbia, el Colegio de Abogados de Serbia, la Asociación de Artistas Dramáticos de Serbia, la Asociación de Escritores de Serbia, la Asociación de Compositores de Serbia, la Asociación de Artistas Musicales de Serbia, la Asociación Serbia de Músicos de Jazz, Pop y Rock, la Asociación de Guionistas de Serbia, la Asociación de Traductores Literarios de Serbia, el Centro PEN Cincaré (PEN Armãn) .
El profesor Čedomir Antic ha criticado repetidamente el trabajo de los plenos estudiantiles y la cooperación con organizaciones anarquistas y otras organizaciones de la República de Croacia.
El decano de la Facultad de Medicina de Niš, Dr. Aleksandar Mitić, expresó la opinión de que el país ha perdido una generación de médicos debido al coronavirus y los confinamientos actuales.
Las protestas también fueron apoyadas por numerosas instituciones culturales: el Teatro Nacional de Belgrado, el Teatro Nacional Serbio de Novi Sad, el Teatro Nacional de Niš, el Teatro Nacional de Sombor, el Teatro Nacional de Priština, el Teatro Nacional "Toša Jovanović" de Zrenjanin, Atelje 212, el Teatro de Terazije, el Teatro Dramático de Belgrado, el Teatro Dramático Yugoslavo, el Teatro de Brdo, el Teatro "Boško Buha" de Belgrado, el Pequeño Teatro "Duško Radović", el Teatro para Niños de Kragujevac, el Teatro Pulse de Lazarevac, el Teatro de Marionetas de Niš, Orquesta Filarmónica de Belgrado . Los festivales de música Exit y Nišville también apoyaron a los estudiantes.
Novak Đoković asistió al partido de Euroliga el 31 de enero de 2025 entre Partizan y Crvena Zvezda con una sudadera que decía "los estudiantes son campeones". [1] Otros deportistas apoyaron las protestas: Ivana Španović, [2] Vladimir Vanja Grbić, [2] Veselin Vujović, [3] Nenad Zimonjić, [2] Milorad Čavić, [4] Danilo Ikodinović [5], futbolistas y entrenadores: Nemanja Vidić, [6] Savo Milošević, [7] Nemanja Matić, [8] Aleksandar Jovanović, [9] Saša Ilić, [10] Bora Milutinović, [11] Slavoljub Muslin [12], baloncestistas: Dejan Bodiroga, [13] Miroslav Mića Berić, [14] Vladimir Štimac, [15] Predrag Drobnjak, [16] Bogdan Bogdanović, [17] Aleksa Avramović, [18] Marko Gudurić, [18] Nikola Jović, [19] Marko Jarić, [2] Mathias Lessort, [20] [21] Tina Krajišnik, [22] Jovana Nogić, [23] Milica Dabović [24], entrenadores de baloncesto Željko Obradović [25] y Duško Vujošević [26].
Las protestas fueron apoyadas por los partidos de oposición en la Asamblea Nacional de Serbia, incluido el Partido de la Libertad y la Justicia, el Partido Democrático, el Nuevo Partido Democrático de Serbia, el Movimiento para la Restauración del Reino de Serbia y la Liga de Socialdemócratas de Vojvodina .
Las protestas también fueron apoyadas por políticos del territorio de Kosovo, incluido Albin Kurti .

### En el extranjero
Los partidos del Parlamento Europeo, la Alianza Progresista de Socialistas y Demócratas, el Partido Verde Europeo y Renew Europe apoyaron las protestas estudiantiles. Las protestas fueron apoyadas por parte de la diáspora serbia y muchas personas en toda la ex Yugoslavia y el mundo. [ b ]
El alcalde de Liubliana, Zoran Janković, expresó su apoyo a Aleksandar Vučić y a las autoridades serbias.
Richard Grenell, enviado especial del presidente Donald Trump para misiones, dijo que "es importante dejar que se escuchen diversas voces, pero no hay apoyo para quienes socavan el estado de derecho e invaden por la fuerza las instituciones estatales". Si no te gusta la ley o el líder, entonces trabaja por turnos, pero no recurras a la violencia. ". 
Al comentar la dimisión del primer ministro Miloš Vučević, el primer ministro polaco , Donald Tusk, dijo que no hay indicios de una crisis política en Belgrado o Serbia, "porque fue Vučević quien dimitió, no Vučić".
La portavoz del Ministerio de Asuntos Exteriores ruso , Maria Zakharova, dijo que "la gente está protestando por sus derechos civiles", pero "la acción democrática, si es instrumentalizada por Occidente, puede convertirse fácilmente en una acción antiestatal".
El portavoz del Ministerio de Asuntos Exteriores de la República Popular China, Mao Ning, declaró el día 27 de enero del 2025 que China cree que Serbia tiene la sabiduría y la capacidad para mantener su sociedad estable y mantener el ritmo del desarrollo. Añadió que Serbia, bajo el gobierno de Vučić, mantuvo su independencia y logró un progreso socioeconómico significativo.

## Símbolos, lemas y términos
El lema no oficial de los manifestantes era "La corrupción mata", y el símbolo era un puño rojo. Uno de los mensajes más comunes en las pancartas decía: "Tus manos están ensangrentadas ". Durante una protesta que duró veintidós horas frente a Radio Televisión de Serbia, el mensaje fue reformulado como "Tus noticias son sangrientas" .
Después de que en la valla del instituto "Jovan Jovanović Zmaj" de Novi Sad se escribiera el grafiti "Los estudiantes vayan a la escuela ",  con la palabra estudiantes mal escrita - ćaci en vez de djaci durante las protestas el término empezó a utilizarse con mayor frecuencia de forma humorística o peyorativa . Debido a la reunión de un grupo de personas en el Parque Pioneer de Belgrado, que se presentaron al público como Estudiantes que Quieren Aprender, toda el área fue apodada coloquialmente "Ćaciland" por parte del público. Tales connotaciones fueron asociadas a anuncios en las redes sociales y en los medios de comunicación, que afirmaban que entre los individuos reunidos había personas que no eran estudiantes y que se presentaban falsamente. Poco después, el primer ministro saliente de Serbia, Miloš Vučević, compartió el mensaje "¡Soy un Ćaci!" en la red social Instagram. Después de una gran protesta celebrada en Belgrado el día 15, Marzo de 2025. En 2011, la mayor parte del campamento de Pioneer Park fue evacuado.
El cántico más común durante las protestas fue "¡Pumpaj!", una expresión que ha existido en la cultura popular durante mucho tiempo y se utiliza principalmente para levantar la moral en las manifestaciones. Según Nova, la iniciativa se extendió a las calles desde la red social Reddit, donde se finalizaron o comentaron publicaciones de esta manera. El contexto representa la persistencia en las demandas hasta ser satisfechas, expresadas a través de chistes y sátiras cercanas a las generaciones más jóvenes.
Tras las declaraciones de Jovo Bakić, que comparó la situación política en Serbia con un " estofado de carne", en las redes sociales se compartieron numerosos mensajes o etiquetas que contenían la palabra " estofado ". En Obrenovac, algunos funcionarios locales, vistos en Pioneer Park, fueron atacados con huevos en la entrada del edificio municipal. Antes, durante las protestas en Serbia en 2025 también se utilizaron otros alimentos, entre ellos yogur y harina.

### Discusión sobre el simbolismo del puño rojo
Ephraim Zuroff, un experto judío en el Holocausto, escribió en un artículo de opinión para el Jerusalem Post el 13 de marzo: Enero de 2025. afirmó que el símbolo del puño rojo, utilizado por los manifestantes y quienes los apoyan, es uno de los símbolos de Hamás, y que quienes lo utilizan probablemente no sean conscientes de la conexión o estén expresando su apoyo a Hamás y al antisemitismo expresado más recientemente en la guerra entre Israel y Hamás de 2023 .
Outcry, el portal de la ONG Crick, afirma que los intentos de presentar el símbolo de la mano roja exclusivamente como símbolo de Hamás son manipulación, y que el símbolo también se utiliza en la campaña contra el reclutamiento de niños durante el Día de la Mano Roja el 12. Febrero, para ser utilizado por la ONG albanesa Mjaft!, pero que también aparece en el activismo de deportistas individuales y en las protestas antigubernamentales, como las que se producen contra Vladímir Putin.

## Un breve resumen de los eventos más importantes
- 1 de noviembre de 2024 — Colapso de la marquesina en Novi Sad.
- 5 de noviembre de 2024 — El Ministro de Construcción, Goran Vesić, renuncia a su cargo ministerial.
- 5 de noviembre de 2024 — Primera marcha de protesta de ciudadanos en Novi Sad.
- 8 de noviembre de 2024 — Bloqueo del puente Varadin.
- 25 de noviembre de 2024 — Los estudiantes de la Facultad de Artes Dramáticas votaron el bloqueo de la facultad en la plenaria.
- 22 de diciembre de 2024 — Gran protesta en Slavija.
- 24 de enero de 2025 — Mitin de la coalición alrededor del SNS en Jagodina, donde habló el presidente de Serbia, Aleksandar Vučić.
- 27 de enero de 2025 — Bloqueo de Autokomanda durante 24 horas.
- 28 de enero de 2025 — Después de un ataque y lesiones graves a una estudiante, el Primer Ministro Miloš Vučević y el alcalde de Novi Sad, Milan Đurić, renuncian. La renuncia de Vučević aún no ha sido confirmada en la Asamblea Nacional.
- 30 de enero de 2025 — Un grupo de estudiantes comenzó a caminar desde Belgrado hacia Novi Sad para protestar en el Puente de la Libertad.
- 1 de febrero de 2025 — Bloqueo del Puente de la Libertad durante 27 horas.
- 11 de febrero de 2025 — Grupos de estudiantes comenzaron a caminar desde Belgrado, Niš, Kraljevo, Čačak y Novi Pazar hacia Kragujevac para la protesta de Sretenje.
- 15 de febrero de 2025 — Celebración del Día de Sretenje en Kragujevac con el lema "Encuéntranos en Sretenje". Al mismo tiempo, en Sremska Mitrovica, la coalición gobernante también celebró el día con el lema "Nos encontraremos para Sretenje". En esa ocasión, se proclamó la declaración sobre Voivodina.
- 1 de marzo de 2025 — Celebración del evento llamado "Edicto Estudiantil" en Niš [1] El presidente de Serbia, Aleksandar Vučić, comenzó su visita a los distritos de Bor y Zaječar. [2]
- 15 de marzo de 2025 — Gran protesta en el centro de Belgrado [3], un millón de personas atienden